# SCOPE (バンド)
SCOPE（スコープ）は、日本のプログレッシブ・ロックバンド。

## 来歴
1978年に結成。

## ディスコグラフィ

### アルバム
- 『サクリファイス』 - Sacrifice (1997年)
- 『資本主義の風景』 - The Scenery of The Capitalism (2003年)
- 『京都の奇跡』 - Theme of Unboy (2007年)
- 『鬼神冥想図』 - Meditation under Flying Guardian God (2010年)

### 参加アルバム
- Various Artists: Higher And Higher: A Tribute To The Moody Blues (2004年)

| スタブアイコン | サブスタブ | この項目は、まだ閲覧者の調べものの参照としては役立たない、音楽関係者（バンド等）に関連した書きかけの項目です。この項目を加筆・訂正などしてくださる協力者を求めています（P:音楽/PJ:芸能人）。 |